# Абсолютна температурна шкала
Абсолю́тна температу́рна шкала́, шкала́ Ке́львіна (лат. scala — сходи) — температурна шкала, в якій початковою точкою є абсолютний нуль, а одиницею температури — Кельвін, що дорівнює градусові за шкалою Цельсія (дивіться Термометри).
Співвідношення між Т (температурою за абсолютною шкалою) і t (температурою за шкалою Цельсія) виражається формулою:
Т = t + 273,15 °C